# Světová golfová síň slávy
Světová golfová síň slávy (anglicky World Golf Hall of Fame) se nachází ve World Golf Village poblíž města St. Augustine na Floridě v USA. Mezi sportovními síněmi slávy je neobvyklá tím, že na jednom místě jsou oceněni jak muži, tak ženy. Podporuje ji konsorcium 26 golfových organizací z celého světa.
Budovu muzea Světové golfové síně slávy navrhla architektonická firma E. Verner Johnson and Associates z Bostonu, která se specializuje právě na projekty muzeí. Architektonická kancelář také vypracovala hlavní plán muzea, který stanovil velikost, poslání a další parametry muzea a okolních objektů a pozemku.
Muzeum Síň slávy nabízí stálou expozici a program pravidelně se měnících dočasných výstav. Interiéry Síně slávy a další výstavní prostory navrhla další specializovaná designérská firma Ralph Appelbaum Associates. Muzeum obsahuje exponáty o historii, významu a technikách golfové hry, designu golfových hřišť, vybavení a oblečení. Dále předměty, které patřily nebo souvisí s významnými hráči a organizacemi.

## Historie Síně slávy
Světová golfová síň slávy se původně nacházela v golfovém resortu Pinehurst v Severní Karolíně.  Síň byla provozována soukromou společností Diamondhead Corp., která tehdy tento golfový resort vlastnila. Byla otevřena v září 1974 a v tomto roce bylo do golfové síně slávy uvedeno prvních 13 členů. Zpočátku se jednalo o místní projekt, ale v roce 1983 organizace PGA of America (asociace golfových profesionálů) převzala nejprve řízení a v roce 1986 získala plné vlastnictví sině slávy.
Do Světové golfové síně slávy byly postupně začleněny další dvě síně slávy, které byly historicky starší. PGA of America založila vlastní síň slávy již v roce 1940. Ke sloučení došlo v 80. letech. Síň slávy ženského golfu založila LPGA v roce 1951 a jejími zakládajícími členkami byly čtyři ženy: Patty Berg, Betty Jameson, Louise Suggs a Babe Zaharias. Síň slávy ženského golfu nejprve nebyla řadu let aktivní, ale v roce 1967 se přestěhovala do svých prvních skutečných výstavních prostor, které se nacházely v Augustě ve státě Georgia, a byla přejmenována na Síň slávy LPGA Tour. V roce 1998 se rovněž sloučila s World Golf Hall of Fame.
V roce 1994 založil světový golfový průmysl neziskovou organizaci s názvem World Golf Foundation, která se věnuje různým aktivitám  na podporu golfového sportu, přičemž zásadní rozšíření Síně slávy bylo jedním z jejích hlavních cílů. Výstavba nového areálu na Floridě začala v roce 1996 a nové budovy muzea a sině slávy byly slavnostně otevřeny 19. května 1998.

## Členové Síně slávy
Noví členové jsou oficiálně uvedeni do síně slávy každý rok v pondělí před zahájením turnaje The Players Championship. Tento turnaj pořádá přímo PGA Tour na proslulém hřišti TPC Sawgrass v Ponte Vedra Beach na Floridě, jen asi 25 kilometrů vzdušnou čarou od budov muzea a síně slávy. Navíc je považován za nejprestižnější hned po čtyřech major turnajích. Počínaje rokem 2010 se hlasovací lístky odevzdávají v červenci a výsledky se oznamují později v průběhu roku. 
V nepravidelných intervalech jsou vyhlašováni noví členové síně slávy v kategorii celoživotní přínos nebo v kategorii veteráni. Například Frank Chirkinian byl zvolen v kategorii celoživotního díla v mimořádných volbách v únoru 2011, přičemž hlasování se konalo pravděpodobně proto, že byl v té době nevyléčitelně nemocný rakovinou plic. Když bylo jasné, že se oficiálního uvedení do síně slávy nedožije, natočil na video koncem února svou děkovnou řeč, necelé dva týdny před smrtí.
Do roku 2023 včetně bylo do síně slávy uvedeno více než 170 mužů a žen, převážně hráčů a hráček. Mezi oceněnými za celoživotní přínos golfu jsou také např. někteří architekti golfových hřišť, významné osobnosti USGA, tisku a televize, zakladatelé a zakladatelky několika významných golfových turnajů a LPGA.

### Muži
Pokud není u konkrétního jména uvedeno jinak, byli tito muži uvedeni do síně slávy především za dosažené výsledky na turnajích. Výjimky většinou odpovídají kategorii celoživotních úspěchů, ale ne vždy. Například Charlie Sifford byl úspěšný hráč golfu, ale do síně slávy byl uveden za svůj celoživotní přínos golfu.
- 1974  Walter Hagen
- 1974  Ben Hogan
- 1974  Bobby Jones
- 1974  Byron Nelson
- 1974  Jack Nicklaus
- 1974  Francis Ouimet
- 1974  Arnold Palmer
- 1974  Gary Player
- 1974  Gene Sarazen
- 1974  Sam Snead
- 1974  Harry Vardon
- 1975  Willie Anderson
- 1975  Fred Corcoran: všestranný propagátor golfu a správce
- 1975  Joseph Dey: výkonný ředitel USGA a první pověřenec PGA Tour
- 1975  Chick Evans
- 1975  Young Tom Morris
- 1975  John Henry Taylor
- 1976   Tommy Armour
- 1976  James Braid
- 1976  Old Tom Morris
- 1976  Jerome Travers
- 1977  Bobby Locke
- 1977  John Ball
- 1977  Herb Graffis: novinář píšící o golfu a zakladatel U.S. National Golf Foundation
- 1977  Donald Ross: golfový architekt
- 1978  Billy Casper
- 1978  Harold Hilton
- 1978  Bing Crosby: zpěvák, vášnivý golfista a fanoušek golfu, zakladatel turnaje Bing Crosby Pebble Beach National Pro-Am (nyní AT&T Pebble Beach National Pro-Am): na turnaji hrají dvojice profesionálního a amatérského golfisty
- 1978  Clifford Roberts: spoluzakladatel Augusta National Golf Club a Masters Tournament (jeden ze čtyř současných major turnajů)
- 1979  Walter Travis
- 1980  Henry Cotton
- 1980  Lawson Little
- 1981  Ralph Guldahl
- 1981  Lee Trevino
- 1982  Julius Boros
- 1983  Jimmy Demaret
- 1983  Bob Hope: herec a producent, fanoušek golfu, zakladatel turnaje Bob Hope Classic
- 1986  Cary Middlecoff
- 1987  Robert Trent Jones: golfový architekt
- 1988  Bob Harlow:  promotér, který sehrál klíčovou roli v počátcích PGA Tour
- 1988  Peter Thomson
- 1988  Tom Watson
- 1989  Jim Barnes
- 1989  Roberto De Vicenzo
- 1989  Raymond Floyd
- 1990  William C. Campbell: dvě volební období prezident USGA
- 1990  Gene Littler
- 1990  Paul Runyan
- 1990  Horton Smith
- 1992  Harry Cooper
- 1992  Hale Irwin
- 1992  Chi-Chi Rodríguez
- 1992  Richard Tufts: provozoval golfový resort Pinehurst (původní sídlo muzea a síně slávy) a byl prezidentem USGA
- 1996  Johnny Miller
- 1997  Seve Ballesteros
- 1997  Nick Faldo
- 1998  Lloyd Mangrum
- 2000  Jack Burke Jr.
- 2000  Deane Beman: pověřenec PGA Tour 1974–1994
- 2000  Michael Bonallack: britský golfový administrátor
- 2000  Neil Coles: předseda PGA European Tour
- 2000  John Jacobs: první turnajový ředitel European Tour
- 2001  Bernhard Langer: zvolen 2001, oficiálně uveden do síně slávy až v roce 2002, společně s hráči, kteří byli zvoleni o rok později[6]
- 2001  Greg Norman
- 2001  Payne Stewart
- 2001  Allan Robertson
- 2001  Karsten Solheim: výrobce golfového vybavení, zakladatel ženského týmového turnaje Solheim Cup
- 2002  Ben Crenshaw
- 2002  Tony Jacklin
- 2002  Tommy Bolt
- 2002  Harvey Penick: golfový instruktor
- 2003  Nick Price
- 2003  Leo Diegel
- 2004  Charlie Sifford
- 2004  Isao Aoki
- 2004  Tom Kite
- 2005  Bernard Darwin: spisovatel píšící o golfu (a vnuk Charlese Darwina)
- 2005  Alister MacKenzie: golfový architekt, mj. navrhl hřiště Augusta National Golf Club, kde se každoročně hraje Masters Tournament
- 2005  Willie Park Sr.
- 2005  Vijay Singh: zvolen 2005, oficiálně uveden do síně slávy až 2006[7]
- 2006  Larry Nelson
- 2006  Henry Picard
- 2006  Mark McCormack: sportovní agent mnoha předních golfistů; vypracoval tzv. McCormack's World Golf Rankings: první golfový ratingový systém, po úpravách stále základem současného oficiálního golfového ratingu
- 2007  Joe Carr
- 2007  Hubert Green
- 2007  Charles B. Macdonald: první U.S. Amateur šampion, zakládající viceprezident USGA a  „otec americké golfové architektury“
- 2007  Kel Nagle
- 2007  Curtis Strange
- 2008  Bob Charles
- 2008  Pete Dye: golfový architekt
- 2008  Denny Shute
- 2008  Herbert Warren Wind: golfový novinář
- 2008  Craig Wood
- 2009  Christy O'Connor Snr
- 2009  José María Olazábal
- 2009  Lanny Wadkins
- 2009  Dwight D. Eisenhower: bývalý americký prezident, dlouholetý člen Augusta National Golf Club a fanoušek golfu
- 2011  Ernie Els
- 2011  Masashi Ozaki
- 2011  Doug Ford
- 2011   Jock Hutchison
- 2011  Frank Chirkinian: televizní producent, pro vliv na golfové přenosy známý jako „otec TV golfu“
- 2011  George H. W. Bush: bývalý americký prezident
- 2012  Phil Mickelson[8]
- 2012  Dan Jenkins: golfový novinář, píšící hlavně pro Sports Illustrated a Golf Digest[9]
- 2012  Sandy Lyle[10]
- 2012  Peter Alliss[10]
- 2013  Fred Couples[11]
- 2013  Ken Venturi[12]
- 2013  Willie Park Jr.[13]
- 2013  Colin Montgomerie[14]
- 2013  Ken Schofield[14]: výkonný ředitel European Tour
- 2015  David Graham[15]
- 2015  Mark O'Meara[15]
- 2015  A. W. Tillinghast: golfový architekt[15]
- 2017  Henry Longhurst: golfový novinář a komentátor
- 2017  Davis Love III
- 2017  Ian Woosnam
- 2019  Retief Goosen
- 2019  Billy Payne: předseda Augusta National Golf Club v letech 2006–2017
- 2019  Dennis Walters: hendikepovaný golfista, inspirativní řečník a umělec
- 2021  Tiger Woods[16]
- 2021  Tim Finchem: pověřenc PGA Tour 1994–2017[17]
- 2023  Johnny Farrell[18]
- 2023  Pádraig Harrington[18]
- 2023  Tom Weiskopf[18]

### Ženy
Prvních pět žen bylo na tento seznam přidáno v roce 1998 (kdy bylo otevřeno nové muzeum v současné lokalitě na Floridě), ale již dříve byly uvedeny do původně samostatné Síň slávy ženského golfu LPGA (viz sekce Historie). V dalších letech byly takto přidány ještě další ženy, které tak všechny mají uveden rok menší než 1998. V dalších letech již bylo slavnostní vyhlašování průběžné a společné pro muže a ženy. 
Stejně jako u seznamu oceněných mužů platí, že pokud není u konkrétního jména uvedeno jinak, byly ženy na seznam uvedeny především za své úspěchy na hřišti. Hráčky které mají za jménem značku „(f)“ byly zvoleny dvakrát: jednou individuálně a jednou společně pro nominace na rok 2024, které byly oznámeny 8. března 2023 a týkají se 13 zakladatelek organizace LPGA.
- 1951  Betty Jameson (f)
- 1951  Patty Berg (f)
- 1951  Louise Suggs (f)
- 1951  Babe Didrikson Zaharias (f)
- 1960  Betsy Rawls
- 1964  Mickey Wright
- 1975  Glenna Collett-Vare
- 1975  Joyce Wethered
- 1975  Kathy Whitworth
- 1977  Sandra Haynie
- 1977  Carol Mann
- 1978   Dorothy Campbell Hurd Howe
- 1982  JoAnne Carner
- 1987  Nancy Lopez
- 1991  Pat Bradley
- 1993  Patty Sheehan
- 1994  Dinah Shore: zpěvačka a herečka, podporovatelka LPGA, založila turnaj Colgate Dinah Shore, nyní ANA Inspiration, který se posléze stal jedním z ženských hlavních turnajů (major turnajů)
- 1995  Betsy King
- 1999  Amy Alcott
- 2000  Beth Daniel
- 2000  Juli Inkster
- 2000  Judy Rankin
- 2001  Donna Caponi
- 2001  Judy Bell: první prezidentka USGA
- 2002  Marlene Bauer Hagge (f)
- 2003  Hisako "Chako" Higuchi
- 2003  Annika Sörenstamová
- 2004  Marlene Stewart Streit
- 2005  Ayako Okamoto
- 2005  Karrie Webbová
- 2006  Marilynn Smith (f)
- 2007  Pak Se-ri
- 2008  Carol Semple Thompson
- 2012  Hollis Stacy[19]
- 2015  Laura Davies[15]
- 2017  Meg Mallon
- 2017  Lorena Ochoaová
- 2019  Peggy Kirk Bell
- 2019  Jan Stephenson
- 2021  Marion Hollins[20]
- 2021  Susie Maxwell Berning[21]
- 2023  Beverly Hanson[18]
- 2023  Sandra Palmer[18]
- 2023 Zbývající zakladatelky LPGA, které nebyly vyhlášeny individuálně v předchozích letech[18]
  -  Alice Bauer
  -  Bettye Danoff
  -  Helen Dettweiler
  -  Helen Hicks
  -  Opal Hill
  -  Sally Sessions
  -  Shirley Spork